# Правова система ФРН
Правова система Федеративної республіки Німеччини входить до складу романо-германської правової сім'ї та посідає вагоме місце в ній. Правова система Німеччини увібрала в себе традиції Римського права та правові надбання самої держави Німеччини, які знайшли своє втілення в законодавстві цієї країни. Правова система має якісно структурований характер, що дає змогу ясно розуміти її цілі та призначення.

## Історія формування правової системи ФРН
Варто сказати, на початку формування Німеччини як держави, вагомий вплив на право Німеччини здійснило Римське право, багато положень якого запозичувалось у тодішні правові збірники. Для прикладу варто виокремити "Саксонське зерцало" в процесі створення якого були використані такі джерела як: Біблія, канонічне право, закони Священної римської імперії, що мали поширення й застосування на території Німеччини.
Основним поштовхом до цілеспрямованого формування правової системи ФРН стало створення Північнонімецького союзу на чолі з Пруссією. При цьому важливу роль відігравало право Пруссії, Саксонії та Баварії.
Великий вплив поклало в розвиток права Німеччини Прусське земельне уложення 1794, яке охоплювало майже всі галузі права, баварський Кримінальний кодекс 1813 і більш ранні баварські Судовий і Цивільний кодекси 1753 та 1756 рр., Саксонський Цивільний кодекс 1863 р., Ганноверський Цивільний процесуальний кодекс 1850. На територіях, які входили до Німецької імперії, та які були окуповані армією Наполеона там діяли введені в той період Цивільний кодекс Франції 1804 та інші наполеонівські кодекси. Тому вплив i цих законів на формування законодавства Німецької імперії був очевидним. При підготовці проектів враховувалося i загальне право, що являло собою складне переплетіння норм, висхідних до римського i канонічного права та правових звичаїв древніх германців.
Серед найважливіших законодавчих актів тих часів можна віднести : Карний кодекс (1871), Цивільно - процесуальне та Кримінально-процесуально уложення. У сучасному законодавстві Німеччини діють окремі акти які були прийняті в період Веймарської республіки ( 1919— 1933 pp), але зі змінами які відповідають сучасному стану законодавства.
Після другої світової війни законодавство Німеччини розвивалось під контролем країн переможниць ( США, Великої Британії, СРСР ), тому вагомий вплив на акти які видавались того часу в Німеччині мали саме ці країни. Але з часом ФРН уже утвердилась як цілком незалежна держава. Внаслідок розвитку держави та права Німеччини, правова система утвердила в собі федеративний устрій, наявність писаних конституцій та певні особливості судової системи.
Важливим етапом у формуванні правової системи Німеччини було об'єднання ФРН та НДР, в результаті цього, можна сказати, союзу були прийняті два договори : «Про механізм входження НДР у ФРН» сутність якого полягала втому, що на всю територію НДР поширювалося законодавство та судова система Федеративної Німеччини, та «Про економічний, валютний і соціальний союз ФРН і НДР» положення якого встановлювали те, що в усіх сферах суспільного та політичного переставало діяти законодавство НДР, а на зміну цьому на ці сфери було поширено законодавство ФРН.

## Характеристика сучасного стану правової системи ФРН
Перш за все варто не забувати той факт, що Німеччина належить до романо-германського права. У країнах романо-германського права провідна роль належить закону, як основному джерелу права. Загалом, законодавство в цілому виступає єдиним, основним джерелом права в цих країнах.
Право Німеччини існує та розвивається на двох рівнях – загальному та праві окремих земель федерації. Це пов’язується із федеральною структурою Німеччини. А саме землі, які включені до складу Німеччини, мають досить широку власну законодавчу ініціативу. У межах неї вони створюють власне законодавство та власну систему прецедентного права. Тому варто зазначати, що ФРН має як єдине право, яке діє на всій території країни, так і право окремих земель федерації, що діє тільки на території певної частин країни. Також суди кожної землі здійснюють свою юрисдикцію незалежно один від одного, на основі власного прецедентного права. Це той факт який вносить деякі розбіжності у право країни, оскільки зазначене законодавство y багатьох аспектах є різним.
Провідне місце в країні належить Конституції ФРН, яка також зветься "Основним законом". Вона закріплює основні засади організації суспільства. Вона має вищу юридичну силу, це означає, що всі громадяни країни та державні органи повинні дотримуватися норм які вона встановлює.
Характерно виражений принцип розподілу влади, тобто кожна гілка влади повинна дотримуватись меж власної компетенції та не втручатися в діяльність інших гілок влади.
В Німеччині багато уваги покладено на освіту, зокрема, юридичну, яка обумовлюється певною специфікою на відміну від інших країн. У Німеччині зміст і форма юридичної освіти більш чітко регламентовані (на законодавчому рівні), а сама система знаходиться під значним контролем органів юстиції. Там чітко визначений принцип того, що юридична освіта - це один із визначальних чинників стабільної правової системи.
Важлива роль у законодавстві Німеччини відведена Конституційному суду, що здійснює судовий контроль за конституційністю законів.
Правова система Німеччини здійснила вагомий вплив на розвиток романо-германського права в цілому. Це обумовлено тим, що Німеччина була однією з перших країн яка запозичила норми Римського приватного права та розвивала їх. Тепер же багато країн романо-германського права прагнуть змінювати власне законодавство так, щоб воно було схоже, або подібне законодавству Німеччини. Тому, велика заслуга передусім Німеччини в розвитку романо-германського права.
Правові системи романо-германської правової сім'ї поділяються на дві групи: германську та романську. До романської системи належать правові системи Франції, Іспанії, Італії, Люксембургу. До германської системи належать правові системи ФРН, Швейцарії, Австрії, України, де головною виступає правова система Німеччини. Адже ФРН має високорозвинене законодавство, яке часто аналізуються з боку інших країн для вдосконалення власного права. Тому воно викликає жвавий інтерес для посилання та аналізу інших країн романо-германського типу.

## Основні джерела права

### Конституція
Конституція — була прийнята 23 травня 1949 року та залишається чинною до цього часу. Важливе місце також займають конституційні акти, які були розроблені на основі конституції. Конституція закріплює основи державного ладу країни. Так, ч. 1 ст. 20 Конституції говорить: «Федеративна Республіка Німеччина є демократичною і соціальною федеративною державою».
Конституція закріплює основні права та обов'язки громадян. Також зазначається в ст. 20, що вся державна влада йде від народу. У землях, округах і громадах народ повинен мати представництво, створене загальними, вільними, рівними і таємними виборами. Цей момент наочно показує високий рівень демократизму цієї конституції.
Правова система Німеччини відбиває її федеративний характер. Вона складається з норм, які зазначаються у актах федеральних органів, і нормативних актів, виданих державними органами окремих адміністративних одиниць. Це закріплюється в ст. 31 Конституції ФРН: «федеральне право має перевагу над правом земель».
Усі галузі права є кодифікованими, отже ефективними у здійснення власних функцій, які покладені на конкретну галузь.

### Нормативно-правовий акт
Нормативно-правовий акт становить основу всього законодавства. Приймається органами федеральної влади та владою окремих земель федерації. Основна функція полягає у первинному регулюванні суспільних відносин, що виникають в федерації. Вони приймаються у відповідно визначені формі, містять в собі норми права та мають загальнообов'язковий характер. Приймається та розробляється з додержанням особливої нормотворчої процедури, яка охоплює розроблення, розгляд, прийняття та офіційне оприлюднення. Нормативні акти приймаються на основі основоположних принципів права,  на яких ґрунтується все законодавство Німеччини.
Закон - найважливіше джерело серед нормативно-правових актів. Законом регулюються найважливіші суспільні відносини у державі. Закони перебувають на вищому щаблі ієрархії джерел права, тобто найважливіші суспільні відносини повинне регулюватися безпосередньо законом та відповідати нормам, які встановлюються законом.

### Судова практика Федерального Конституційного суду
За юридичною силою вони рівносильні звичайним законам. Розгляд рішення щодо конституційності та не конституційності законів мають вирішальне значення для подальшої долі цих нормативно-правових актів i є обов'язковим для всіх органів державної влади включаючи i суди. Перевіряють чи відповідає певний закон не тільки Конституції, але й основоположним принципам права. Судова практика може надати переконливе обґрунтування судового рішення, але посилатися тільки на судову практику не достатньо, необхідне посилання на закон. Але чи є судова практика основним джерелом права? Однозначної відповіді дати не можна, адже загалом судова система відіграє важливу роль у нормотворчості, тому судді при винесенні рішень можуть спиратися на судову практику. Судова практика у Німеччині спрямована на розвиток та удосконалення законодавства.

### Міжнародне право
Згідно ст. 25 Конституції "Загальновизнані норми міжнародного права є складовою частиною федерального права. Вони мають пріоритет перед законами i безпосередньо породжують права та обов'язки для проживаючих на території громадян". Регулюють відносини ФРН з іншими країнами та Європою та іншими континентами. На основі міжнародних договорів регулюються не тільки політичні та дипломатичні стосунки Німеччини але й торгівлю з іншими державами.

### Звичай
Звичай як джерело права існує на всіх станах розвитку романо-германського права, але його значення поступово зменшується. Це пов'язано з тим що виникають нові суспільні відносини яких не було раніше і які просто не можуть регулюватися на основі звичаю. Саме тому звичай не відносять до основних джерел права, як це було раніше. Правова доктрина не визнається у Німеччині як джерело права у формально юридичному значенні, але розглядається як неформальне авторитетне джерело, яке має значний вплив на право Німеччини. Правова доктрина забезпечує синтез права, допомагає виявленню прогалин у праві, сприяє розвитку законодавства. У Німеччині доктрина належить до вторинних джерел права.
Також важливе місце відведено основоположним принципам права: Верховенство права, рівність, гуманізм, принцип справедливості, на яких будується все законодавство Німеччини.

## Судова система ФРН
Згідно Конституції суди поділяються на : суди загальної юрисдикції та суди спеціальної юрисдикції. Судова система Німеччини утворює єдину судову систему та створює з іншими взаємопов'язаними органами - єдину правоохоронну систему. Судова система Німеччини має п'ять галузей юрисдикції :

### Загальні суди
( здійснюють цивільну та кримінальну юрисдикцію )
Загальні суди здійснюють вирішення справ у кримінальній та цивільній сфері. Вирішують юридично значущі справи, які відносяться до їх юрисдикції.

### Адміністративні суди
Система адміністративної юстиції у ФРН утворена для перегляду скарг та запитів фізичних і юридичних осіб на діяння або акти органів державної влади, а також скарги та спори між органами місцевого самоврядування. Очолює цю систему Федеральний адміністративний суд.

### Суди з трудових спорів
Суди з трудових справ покликані розглядати та роз'яснювати справи між наймодавцями та робітниками з питань оплати праці, надання відпусток, звільнення, a також конфлікти між профспілками та об'єднаннями підприємців. На чолі цієї системи стоїть Федеральний суд з трудових справ.

### Фінансові суди
Система фінансових судів утворена для розгляду справ, пов'язаних із оплатою податків та митних зборів.

### Соціальні суди
Розглядають справи та спори, які виникають у державі між громадянами та діяльність яких спрямована на вирішення соціальних конфліктів.
Цей поділ характеризується незалежністю одного виду юрисдикції від іншого. Кожна галузь очолюється та керується своїм Федеральним судом, що виступає вищою судовою інстанцією в конкретній юрисдикції. Важлива роль відведена Федеральному Конституційному суду, який розглядає питання та виносить рішення з конституційних питань та дії законів, прийнятих парламентом. Також присутній розподіл судів на федеральні суди та суди суб'єктів федерації. Судячи з цього можна зробити висновок, що судова система має єдиний характер, але водночас там чітко виражені певні труднощі з єдністю судової системи. Це пояснюється тим що законодавством земель регулюється діяльність органів юстиції, поліції. А от щодо федеративного рівня, то там принципово відсутні закони про прокуратуру, міністерство внутрішніх справ, поліції, оскільки ці органи не є централізованими. Але, водночас, діяльність судових органів прямо регулюється як законодавством окремих земель, так і на федеративному рівні. В той же час питання щодо судоустрою, судочинства та статусу суддів регулюється саме федеративним законодавством, що підкреслює наявність централізованої судової системи. Але, попри сильну тенденцію до централізації, децентралізація системи залишається значною. Слід також відзначити, що із загальних судів тільки Верховний федеральний суд є федеральною установою, a всі нижчестоящі - суди відповідної землі. Суди земель виступають як суди апеляційної та касаційної інстанції.
Судові органи регулюються не тільки федеральним законодавством, але й законодавством земель. Важливе місце в Конституції відведено питанню щодо правового регулювання та здійсненню правосуддя. В розділі «Правосуддя» Основний закон захищає інтереси громадянина в його відносинах з органами судової влади, фіксує право кожного бути вислуханим у суді, а також правило, згідно з яким закон не має зворотної сили і ніхто не може бути багаторазово покараний за одне й те саме діяння (ст. 103). У ст. 104 чітко висвітлені гарантії свободи громадянина та особи (можливість обмеження таких гарантій лише на підставі закону, ухвалення рішення про допустимість утримання під арештом лише суддею тощо). Але навіть Конституція повністю не описує судову систему ФРН, a лише зазначає що правосуддя здійснюється як федеральними судами так і окремих земель (ст. 92). Але одночасно Конституція досить чітко описує діяльність Федерального Конституційного суду. ФКС приділена майже половина IX розділу, в якому точно визначено склад ФКС, його компетенцію та деякі важливі випадки вирішення конституційних спорів (статті 93, 94, 99, 100). Крім того, в п. 2 ст. 21 закріплено можливість ФКС нa вирішення питання про конституційність політичних партій. Отже, за змістом та формою, Конституція визнає ФКС як особливий i важливий орган правосуддя.
Система судів нижчої інстанції i земельних судів відповідає інстанційному розподілу, але кількість інстанцій в більшості випадків збільшується за рахунок вищих судів земель.
Ще одна деталь це те, що справи можуть розглядатися як одноособово так і колегіально та також за участю присяжних (шеффнів).
Кримінальні справи можуть розглядатися судом шеффенів. Шеффени долучаються до судочинства за списком, який укладається радою общин з числа громадян, що проживають в ній.
Характерною рисою яка відрізняє судову систему Німеччини від судових систем інших країн виступає те, що вона не має єдиного Верховного суду, який має місце в інших країнах світу, зокрема, в Україні. А провідне місце займають як Федеральний Конституційний суд та Конституційні суди окремих земель федерації.